# منطقة تشاماراجاناجار

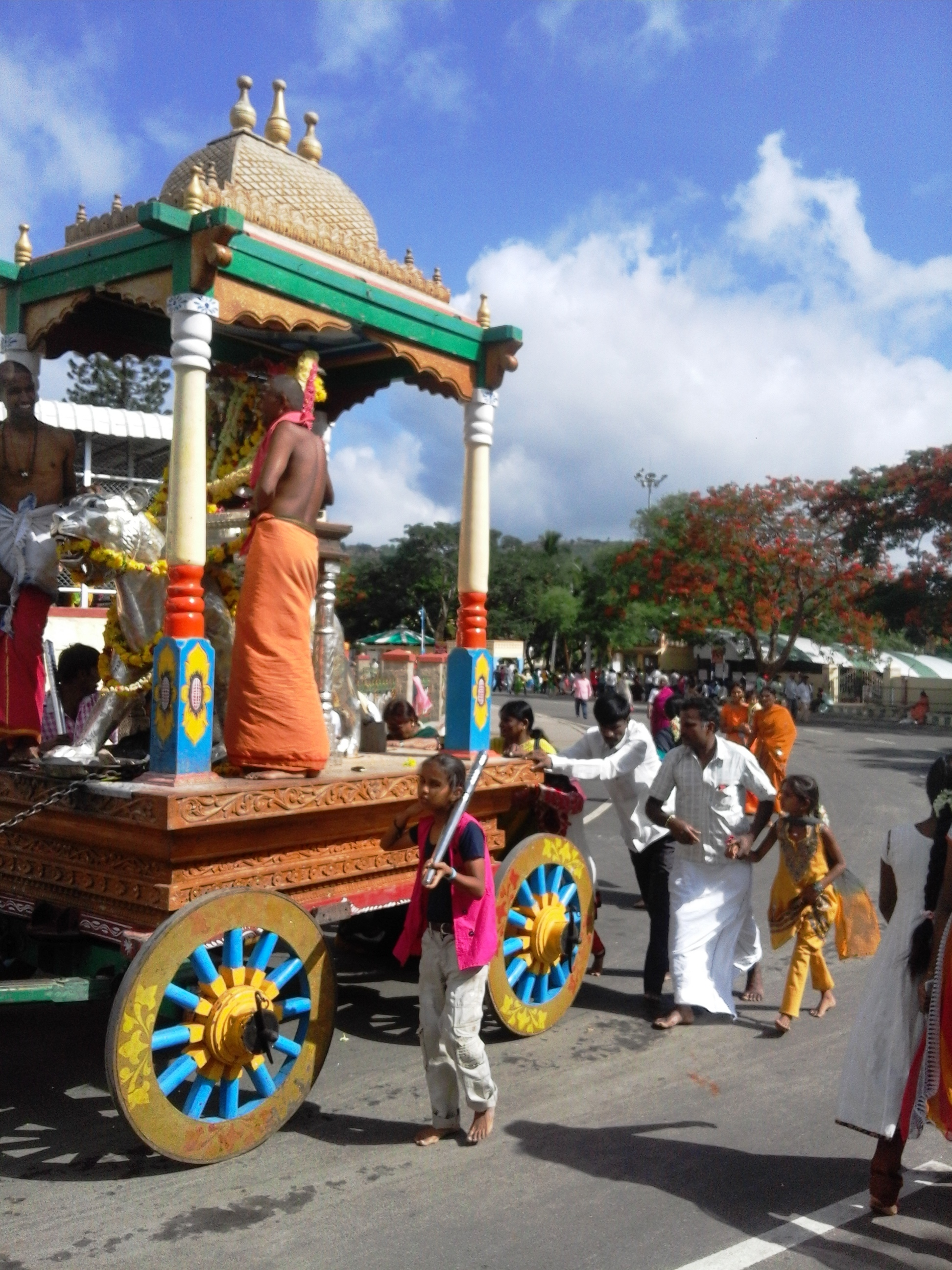
عربة المعبد في ميل ماهاديشوارا هيلز

تشاماراجاناجار هي منطقة واقعة في أقصى جنوب ولاية كارناتاكا بالهند. تم اقتطاعها من منطقة ميسور الأصلية الأكبر حجمًا في عام 1998. وتعد مدينة تشاماراجاناجار هي المقر الرئيسي لهذه المنطقة. 
إنها المنطقة الثالثة الأقل اكتظاظًا بالسكان في ولاية كارناتاكا (من أصل 30 منطقة)، بعد كوداجو وبنغالور الريفية . 

## تاريخها
عُرفت تشاماراجاناجار سابقًا باسم سري أريكوتارا، قبل أن يولد تشاماراجا ووديار (وديار ميسورو) في تلك المنطقة والتي سميت باسمه تقديسًا له.

## التركيبة السكانية
وفقًا لتعداد عام 2011، يبلغ عدد سكان منطقة تشاماراجاناجار حوالي 1,020,791 نسمة، أي ما يعادل تقريبًا نفس عدد سكان دولة قبرص أو ولاية مونتانا الأمريكية. وهذا يمنحها المرتبة 441 في الهند (من إجمالي 640).  تبلغ الكثافة السكانية في المنطقة 200 نسمة لكل كيلومتر مربع (520/ميل2).